# Патро, Ганеш
Ганеш Патро (англ. Ganesh Patro, телугу గణేష్ పాత్రో; 22 июня 1945 — 5 января 2015) — индийский драматург и сценарист фильмов на языке телугу. За свою карьеру, длившуюся более четырёх десятилетий, написал диалоги для более 100 фильмов на телугу и тамильском языках. Среди наиболее известных из них: Maro Charitra (1978), Idhi Katha Kadhu (1979), Rudra Veena (1988), Seetaramayyagari Manavaralu (1991) и «Маюри» (1984).
Дважды становился обладателем премии «Нанди» за лучшие диалоги (в 1984 и 1988 годах). В 2009 году он получил Akkineni Nageswara Rao birthday award, а в 2013 — Athreya Literary Award. Он был также автором пьес, чьи произведения, такие как «Koduku Puttali» и «Aalochinchandi», удостоились различных наград. Некоторые из его работ были переведены на другие индийские языки.

## Биография
Родился в 1945 году в семье Ади Лакшми Нараяна Патро и его жены Сурьякантам в деревне Маркондапутти (англ. Markondaputti), относящейся к муниципалитету Парватипурам, где он впоследствии получил школьное образование. Позже он переехал в Вишакхапатнам.
Патро начал свою карьеру в 1965 году как драматург, его дебют в качестве сценариста состоялся в 1976 году с фильмом Athavaarillu. Наиболее тесно Патро сотрудничал с режиссёром К. Балачандером написав диалоги почти всех его фильмов на телугу. Другим его частым партнером был режиссёр Коди Рамакришна, вместе с которым он работал над 20 кинолентами. Патро также пробовал себя в качестве поэта-песенника, сочинив стихи для трех песен в фильме Nirnayam (1991), одна из которых — «Hello guru» — долгое время оставалась хитом.
Последним фильмом, над которым он работал, стал «Ветка жасмина у дома Ситы» (2013). Ганеш Патро скончался от рака утром в понедельник 5 января 2015 года в частной больнице в Ченнаи.